# Совєтський (Ленінградська область)
Совєтський (рос. Советский) — міське селище у Виборзькому районі Ленінградської області Російської Федерації.
Населення становить 6776 осіб. Належить до муніципального утворення Совєтське міське поселення.

## Історія
До 1917 року населений пункт перебував у складі Виборзької губернії Великого князівства Фінляндського. З 1918 по 1940 та в роки Другої світової війни між 1941 та 1944 роками у складі незалежної Фінляндії. Відтак — у складі Ленінградської області.

## Населення
| 1947  | 1959  | 1970  | 1979  | 1989  | 1997  | 2002  |
| ----- | ----- | ----- | ----- | ----- | ----- | ----- |
| 2258  | ↗3561 | ↘3123 | ↘3112 | ↗6471 | ↗7300 | ↘6607 |
| 2006  | 2009  | 2010  | 2012  | 2013  | 2014  | 2015  |
| ↘6400 | →6400 | ↗7131 | ↘7116 | ↘7068 | ↘7018 | ↗7064 |
| 2016  | 2017  | 2018  | 2019  | 2020  |       |       |
| ↘7060 | ↘7010 | ↘6946 | ↘6842 | ↘6776 |       |       |